# Konfuciusz temploma (Peking)
A Pekingben található Konfuciusz temploma (北京孔庙) a második legnagyobb konfucianista templom Kínában a Konfuciusz szülővárosában, Csüfuban (Qufuban) található templom után. 1302-ben épült, és 1911-ig tették tiszteletüket Konfuciusz előtt. Méretét kétszer növelték meg, a Ming- és a Csing-dinasztia idején, jelenleg 20 000 négyzetméteres. 1981-től 2005-ig a templom otthont adott a pekingi Capital Múzeum művészeti kiállításának.